# روبن گومز (بازیکن فوتبال)
روبن گومز (انگلیسی: Rubén Gómez؛ زادهٔ ۲۶ ژانویهٔ ۱۹۸۴) بازیکن فوتبال اهل آرژانتین است.
از باشگاه‌هایی که در آن بازی کرده‌است می‌توان به باشگاه فوتبال زوریا لوهانسک، باشگاه فوتبال مشلان، باشگاه فوتبال اوورلا اوژهورود، باشگاه فوتبال زاریا بالتی، باشگاه فوتبال تاوریا سیمفروپول، باشگاه فوتبال استال آلچفسک، و باشگاه فوتبال متالورگ دونتسک اشاره کرد.